# Teletón 2011 (Perú)
La Teletón Perú de 2011 es la vigésima edición de dicho evento solidario realizado en Perú desde 1981, que busca recaudar fondos para la rehabilitación infantil de niños con discapacidad motriz que se atienden en el Hogar Clínica San Juan de Dios.

## Historia
La actividad fue realizada los días 2 y 3 de septiembre, teniendo como local principal al Auditorio del Colegio San Agustín, y es transmitida por los canales Andina de Televisión, América Televisión, Frecuencia Latina y Global Televisión, este último como cabeza de cadena, puesto que es el único canal que emitió el maratónico espectáculo sin ninguna clase de interrupciones. La meta propuesta ascendió a S/. 3 436 008, que es la misma cifra que cerró el programa del año anterior. Sin embargo, al empezar la transmisión, dicha cantidad es redondeada a S/. 3 500 000 para efectos prácticos.
El evento, que tuvo como lema Unámonos para cambiar pena por alegría, celebró además los primeros 30 años de dicha obra benéfica. Además, en las primeras horas de transmisión contó con la presencia del presidente de la república Ollanta Humala y de la primera dama Nadine Heredia.
A la 01:23 del domingo 4, los presentadores Joyce Guerovich, Jessica Tapia y Ernesto Pimentel en el personaje de "La Chola Chabuca" se encargaron de consultarle a Álvaro Carulla (gerente de relaciones e imagen institucional del BCP) el resultado final de la jornada, el cual es de S/. 4 237 768.
Por primera vez se inició el "Radio Teletón" que era al igual que en la televisión juntar a todas las emisoras de radio más importantes del país de diferentes grupos radiales solo por la teletón.
La emisión, iniciada a las 19 horas (UTC-5) del viernes 2, duró 30 horas y 26 minutos; convirtiéndose así en la edición más extensa en la historia de la Teletón peruana. Asimismo, TV Perú puso al aire fragmentos de la campaña a lo largo de su programación. Por otra parte, RBC Televisión no transmitió el evento por vez primera desde que se adhirió a la cruzada benéfica en 1987.

## Participaciones
| - Joyce Guerovich - Federico Salazar - Ricky Tosso - Magaly Medina - Mathias Brivio - Jessica Tapia - Brenda Carvalho - Mónica Hoyos - Mariella Patriau - Leysi Suárez - Fernando Díaz - Álamo Pérez-Luna - Johanna San Miguel - Tula Rodríguez - Sergio Galliani - Gian Carlo Vacchelli - Giovanna Valcárcel - Fernando Armas - Christopher Gianotti - Manolo Rojas - Liliana Mass - Óscar Gayoso - Gian Martín Paz - Mónica Torres - Karen Dejo - Homero Cristalli - Omar Sánchez - Gunter Rave - Perla Berrios - Mario Saldaña - Ana Trelles - Tracy Freundt - Gustavo Mayer - Karina Rivera - Maribel Toledo-Ocampo - Jorge Benavides - María Grazia Gamarra - Carla Crovetti - Karina Jordán - Silvana Cañote - Juan Francisco Escobar - Ricardo Rondón - Rodrigo González - Gian Piero Díaz - Carlos Carlín - Fiorella Rodríguez - Junior Silva - Raúl Romero - Marisel Linares - Renzo Schuller - Bettina Oneto - La chola Chabuca (Ernesto Pimentel) - Mathias Brivio - Alexandra Graña - Ximena Hoyos - Laura Borlini - Janet Barboza - Adolfo Aguilar - Augusto Álvarez Rodrich | - Héctor Felipe - Rosa Elvira Cartagena - Marco Antonio Melosevich - Luz Marina «Lucecita» Ceballos - Manuel Gold - Jesús Alzamora - Tommy Portugal - Pámela Mármol - Perla Berrios - Giovanna Andrade - Gloria María Solari - Mariela Alcalá - Martín Riepl - Javier Valdés - Marita Cabanillas - Francesca Brivio - Aurora Aranda - Jean Franco Vértiz - Daniella Pflucker - Joaquín Escobar - Tulio Loza - Osvaldo Cattone - Thalía Estabridis - Melissa Loza - John Kelvin - Jimmy Santi - Fátima Saldonid - Rodrigo González - Mariella Zanetti - Adriana Zubiate - Silvia Cornejo - Marco Antonio Melosevich - Gigi Mitre - Joselito Carrera - Christopher Gianotti - Karla Tarazona - Sandra Arana - Hernán Vidaurre - Walter Ramírez - Nancy Cavagnari - Martín Farfán - Marcelo Oxenford - Lorena Álvarez - Marco Romero - Leslie Moscoso - Gustavo Barnechea - Gonzalo Núñez - Jaime Guerrero - Miguel Portanova - Eddie Fleischmann - Julio Menéndez - Tula Rodríguez - Luz Marina «Lucecita» Ceballos - Carlos Vílchez - Raúl Francia - Anna Carina | - Renzo Reggiardo - Maju Mantilla - Luisa María Cuculiza - Teófilo Cubillas - Ántero Flores-Aráoz - Gonzalo Iwasaki - Carlos Torres Caro - Alfonso Yáñez Ramírez - Kenji Fujimori - Estrella Amprimo - Pierina Carcelén - Nicolás Galindo - Wendy Vásquez - Haydeé Cáceres - Marisol Pérez Tello - Rafael Rey Rey - Alberto Beingolea - Juan Francisco Escobar - Connie Chaparro - Norka Ramírez - Fiorella Flores - Leyla Chihuán - Cati Caballero - Sandra Plevisani - Camila Mac Lennan - Lucy Bacigalupo - Daysi Ontaneda - Orlando «Chino» Contreras - Fernando Roca Rey - Daniela Uribe - Clarivett Yllescas - Giovanni Ciccia - Tatiana Astengo - Jason Day - Nicole Pillman - Karen Schwarz - Jimena Espinoza - Sandra González | - Blanca Ramírez - Johnny López - Carlos Galdós - José María «Chema» Salcedo - Carloncho - Magda Botteri - Homero Cristalli - Mario Bryce - Nicolás Salazar - Regina Alcóver - Alberto Beingolea - Cecilia Barraza - Damián Odé - Carlos Andrade «el Toyo» - Daniel Marquina - Gonzalo Torres - Gachi Rivero - Héctor Felipe - Sonaly Tuesta - María Jesús Rodríguez - Raque Salazar - Armando Canchaya - Mónica Torres - Maricruz Gallegos - Cecilia Chacón - Eduardo «Chino» Toguchi - Adolfo Bolívar - Edu Saettone - Juan Carlos Caipo - Christian Wagner - Joanna Boloña - Luis Miguel Yactayo |

## Transmisión
| Canal              | Radio                |
| ------------------ | -------------------- |
| Frecuencia Latina  | RPP Noticias         |
| América Televisión | Radio Moda           |
| TV Perú            | Radio Felicidad      |
| ATV                | Radio La Inolvidable |
| Global TV          | Radio Oxígeno        |
|                    | Radio Oasis          |
|                    | Radio La Mega        |
|                    | Radio Nueva Q FM     |
|                    | Radio Capital        |
|                    | Radiomar Plus        |
|                    | Radio Studio 92      |
|                    | Radio Planeta        |
|                    | Radio Nacional       |

## Actuaciones
- Leslie Shaw, Mia Mont, Jesús Neyra y Marco Zunino — «Penas por alegrías» (himno oficial)
- Lucas Arnau — «Nos pasa por elegantes»
- Mia Mont — «Buscándote» / «Por él»
- Bartola — «Medley criollo»
- Diego Dibós — «Lo dejo en tus manos»
- Grupo Niche — «Cómo arrancarte una sonrisa»
- Los Terapeutas del Ritmo — «Billie Jean»
- Brenda Carvalho — «Chora»
- Anna Carina — «Dime si esto es amor»
- Jean Paul Strauss — «Ella es»
- Musical "Hora loca" (por Pamela Mármol, "Kiddies Show", Marcela Luna, Maribel Velarde, "Toño" Rodríguez y los gemelos Barbarán)
- Agua Bella — «Mix peruanísimo»
- Arturo Mass — «Adicto a tu amor»
- "Tongo" — «Lady Bi» / «La pituca»
- La novel — «Si me vas a abandonar»
- Fresialinda — «Presiento»
- Gloria María Solari — «Perfecto día»
- Tracy Freundt y "La banda de Tray" — «Arriba los corazones»
- Coro de ángeles de Marita Cabanillas
- Claudia Donnet y Marinera norteña
- Musical "Recordando la niñez" (por Joyce Guerovich, Mayra Couto, Brenda Carvalho, Daniela Sarfaty, Antuanette Elías y Karina y Timoteo)[3]
- Ruth Karina — «Ven a bailar»
- Timoteo — «Me pica la nariz»
- Elenco de la obra de teatro Escuela de payasos (Raúl Zuazo, Gisela Ponce de León, César Ritter, Joaquín de Orbegozo y Christian Ysla)
- Karina Rivera — «A volar»
- Musical de "Los pitufos"
- Tati Alcántara y el ballet de la academia de baile "Esceni-K"
- Grupo Evolución — «Puedes sentir esa luz»
- Colectivo Circo Band — «Vive la vida»
- Musical "Nueva Ola" (por Sandra Arana, Raúl Zuazo y Mónica Torres)
- Lucas Arnau — «Amor de primavera» / «Te doy mi vida»
- Camilo Echeverry — «Como le digo» / «Culpable»
- Reik — «Peligro», «Inolvidable» / «Qué vida la mía»
- Stephanie Cayo — «Llegaré» / «23»
- Musical "Fusión" (por Jesús Alzamora, Tati Alcántara, John Kelvin, Karen Schwarz, Jimena Espinosa, Sandra González y Miguel Rebosio)
- Américo — «Quédate» / «Yo sé»
- Marcos Llunas — «Por amor» / «Desesperadamente enamorado», «Vale la pena»
- Marcos Llunas y Jordi — «Hoy»
- MDO — «Dame un poco más» / «Es que no puedo olvidarme» / «Baila la rumba» / «Déjame subirte al cielo» / «No puedo olvidar»
- Ballet "Gracias a la vida"
- Fonseca — «Te mando flores» / «Desde que te fuiste» / «Arroyito»
- Adammo — «Quiero gritar»
- Jair Muro — «Doce rosas»

## Objetos de subasta
| Objeto     | Descripción                                                          |
| Pelota     | Perteneciente a Carlos Villagrán "Kiko".                             |
| Vestido    | 3 piezas, perteneciente a Maju Mantilla                              |
| Flauta     | Perteneciente a Pedro Pablo Kuczynski                                |
| Guitarra   | Perteneciente a Gian Marco                                           |
| Guitarra   | Perteneciente a Pedro Suárez-Vertiz                                  |
| Guitarra   | Autografiada por Miguel Mateos                                       |
| Guitarra   | Perteneciente a Julieta Venegas                                      |
| Casaca     | Perteneciente a Sergio Markarián                                     |
| Chaqueta   | Perteneciente a Javier Wong                                          |
| Cono       | Perteneciente al programa Nubeluz                                    |
| Fotografía | Autografiada por el grupo "Adammo"                                   |
| Zapatillas | Pertenecientes a Jefferson Farfán                                    |
| Camiseta   | Perteneciente a Jefferson Farfán                                     |
| Cajón      | Perteneciente a Bartola                                              |
| Wetsuit    | Perteneciente a Sofía Mulánovich                                     |
| Mandil     | Perteneciente a Gastón Acurio en el programa MasterChef Perú         |
| Bata       | Perteneciente a Kina Malpartida                                      |
| Uniforme   | Pertenecientes a Jonathan Maicelo                                    |
| Prenda     | Perteneciente a Diego Bertie en la obra teatral Carmín, el musical   |
| Vestido    | Perteneciente a Leslie Shaw en la obra teatral Carmín, el musical    |
| Bibidi     | Autografiado por Tilsa Lozano                                        |
| Muñecos    | Autografiados por María Antonieta de las Nieves "La Chilindrina"     |
| Camiseta   | Autografiado por el Club Universitario de Deportes                   |
| Camiseta   | Autografiado por el Club Alianza Lima                                |
| Camiseta   | Original de Cristiano Ronaldo del Club Real Madrid                   |
| Camiseta   | Original de Roberto Carlos del Club Real Madrid                      |
| Camiseta   | Original de David Villa del Club Barcelona                           |
| Camiseta   | Autografiada por Ruud van Nistelrooy del Club Real Madrid            |
| Camiseta   | Autografiada por la Selección de vóleibol del Perú                   |
| Camiseta   | Autografiada por José Luis Carranza                                  |
| Chalina    | Perteneciente a Susana Villarán                                      |
| Azafate    | Autografiado por Katia Condos                                        |
| Peluche    | Perteneciente a Magaly Medina                                        |
| Polo       | Perteneciente a Christian Rivero en la telenovela Los exitosos Gome$ |
| Polo       | Perteneciente a Magdyel Ugaz en la serie Al fondo hay sitio          |
| Vestido    | Perteneciente a Mónica Sánchez en la serie Al fondo hay sitio        |
| Vestido    | Perteneciente a Mayra Couto en la serie Al fondo hay sitio           |
| Polo       | Autografiado por el grupo "Magneto"                                  |
| Jean       | Perteneciente a Erick Elera en la serie Al fondo hay sitio           |
| Capote     | Perteneciente a Fernando Roca Rey                                    |
| Escultura  | De Marcelo Wong                                                      |
| Abrigo     | De alpaca, diseñado por Jack Abugattas                               |
| Cartera    | Perteneciente a Keiko Fujimori                                       |
| Bañador    | Perteneciente a Vanessa Tello                                        |
| Vestido    | De La Tigresa del Oriente                                            |
| Terno      | Perteneciente a Lucho Barrios                                        |

## Eventos
- Desfile (modelos: Maricris Rubio, Claudia Abusada, Andrea Luna, Jazmín Pinedo, Daniel Scamarone, Israel Dreyfus, Giannina Luján)
- "El reto del sabor" (chefs: Lalo Martins, Christian Bravo, Flavio Solórzano, Alfredo Aramburú y Edgardo Rojas)
- "El fulbito de los famosos" (jugadores: Eduardo Velásquez, Sasha Kapsunov, Edison Pérez, Mathias Brivio, Luigui Carbajal, Andrés Gaviño, Fernando Armas, Carlos Vílchez, Paco Bazán, Roberto Chale, Erick Osores, Germán Leguía, Michael Finseth, José Luis Carranza, Santiago Salazar, Christian Thorsen y Miguel Rebosio; comentaristas: Gonzalo Núñez y Gustavo Barnechea; narrador: Jaime Guerrero)
- "El voley de las estrellas" (directoras técnicas: Natalia Málaga, Leyla Chihuán; jugadores: Vivian Baella, Raúl Tola, Fernando Díaz, Roberto Silva, Fernanda Kanno, Elena Keldibekova, Janet Vasconsuelos, Patty Soto, Carla Rueda, Alexandra Muñoz, Mirtha Uribe, Clarivett Yllescas, Carla Ortiz; comentaristas: Julio Menéndez y Eddie Fleischmann; narrador: Miguel Portanova)
- "Teletonazo de la cumbia" (Marisol y la Magia del Norte, Grupo 5, Grupo Néctar con Deyvis Orozco, Toño Centella, Los Villacorta)
- Celebración en Cuzco (Anna Carina, Mia Mont, Agua Bella)

## Recaudación
- Las donaciones empezaron con la conductora de televisión Magaly Medina, quién aportó a nombre de su familia; seguido de ello hizo su aparición el presidente Ollanta Humala con su esposa Nadine Heredia.[1]
- Roberto Joy, Presidente de la Bolsa de Valores de Lima, donó $ 25 000.
- La fundación "Productos paraíso" donó 500 colchones para implementar la clínica "San Juan de Dios".
- Eduardo Rubio de "Anglo-American Perú" contribuyó con $ 70 000.
- La mayor donación la entregó "Seguros La Positiva" con $ 270 000.
- El alcalde del Distrito de San Luis entregó un donativo de S/. 7000.
- Gian Marco realizó un evento donde logró recaudar S/. 9000, que sumado a la subasta de su guitarra hizo un total de S/. 29 700.
- Antes de la meta, Álvaro Carulla entregó a nombre del BCP $ 50 000.